# Globulostylis
Genre
Globulostylis et un genre de plantes de la famille des Rubiacées.

## Liste d'espèces
Selon Catalogue of Life (19 décembre 2017) :
- Globulostylis cuvieroides Wernham
- Globulostylis dewildeana Sonké, O.Lachenaud & Dessein
- Globulostylis leniochlamys (K.Schum.) Sonké, O.Lachenaud & Dessein
- Globulostylis minor Wernham
- Globulostylis rammelooana Sonké, O.Lachenaud & Dessein
- Globulostylis robbrechtiana Sonké, O.Lachenaud, Dessein & De Block
- Globulostylis uncinula (N.Hallé) Sonké, O.Lachenaud & Dessein

Selon NCBI (19 décembre 2017) :
- Globulostylis leniochlamys
- Globulostylis minor
- Globulostylis rammelooana
- Globulostylis robbrechtiana
- Globulostylis uncinula

Selon Tropicos (19 décembre 2017) (Attention liste brute contenant possiblement des synonymes) :
- Globulostylis cuvieroides Wernham
- Globulostylis dewildeana Sonké, O. Lachenaud & Dessein
- Globulostylis leniochlamys (K. Schum.) Sonké, O. Lachenaud & Dessein
- Globulostylis minor Wernham
- Globulostylis rammelooana Sonké, O. Lachenaud & Dessein
- Globulostylis robbrechtiana Sonké, O. Lachenaud & Dessein
- Globulostylis talbotii Wernham
- Globulostylis uncinula (N. Hallé) Sonké, O. Lachenaud & Dessein